# Фолль, Карл
Карл Фолль (нем. Karl Voll; 18 июля 1867, Вюрцбург — 25 декабря 1917, Мюнхен) — немецкий историк искусства. Специалист по истории голландской живописи XVI—XVII веков.

## Биография
Карл Фолль изучал романские языки в Мюнхенском университете, с 1889 года работал учителем в частной школе в Вейярне, с 1892 по 1896 год — в реальной гимназии во Фрайзинге (Бавария). Изучал историю классического искусства, выступал в качестве художественного критика в газете «Всеобщее обозрение» (Allgemeine Zeitung), с 1896 года полностью работал в газете. В том же году получил докторскую учёную степень в Мюнхене за исследования по романистике, а в 1900 году прошёл хабилитацию по истории искусств в Мюнхенском университете.
В 1901 году Карл Фолль занял должность ассистента в Графическом собрании, а затем стал хранителем Старой пинакотеки в Мюнхене. В 1905 году он стал почётным профессором истории искусств в Мюнхенском университете, а в 1907 году — полным профессором истории искусств в Высшей технической школе Мюнхена. Среди его учеников были Людвиг Бурхард, Юлиус Баум, Хайнц Брауне и Вильгельм Гаузенштейн.
Одно из наиболее интересных сочинений Карла Фолля, «Опыты сравнительного изучения картин», было издано на русском языке в 1916 году в переводе выдающегося художника и теоретика искусства В. А. Фаворского и художника Н. Б. Розенфельда (Каменева), которые слушали курс Фолля в Мюнхене. Работа Фолля включает двадцать два очерка, посвящённых сравнительному анализу разных картин (или картин разных художников) на одну тему. Идея возникла в художественно-историческом семинаре Мюнхенского университета, который ставил задачу показать различие между ранее существовавшим толкованием художественных произведений и современными представлениями, как научными, так и индивидуальными. В предисловии к книге К. Фолль отметил, что его подход может стать «частью фундамента, который в своё время ляжет в основу новой разработки науки об искусстве и применения её в преподавании».

## Основные научные труды
- Личные и относительные местоимения в «Balades de Moralitez» Эсташа Дешама (Das Personal- und Relativpronomen in den «Balades de Moralitez» des Eustache Deschamps = Dissertation. Freising, 1896)
- Шедевры королевской Картинной галереи в Касселе (Die Meisterwerke der königl. Gemäldegalerie zu Cassel. F. Hanfstaengl. München, 1904)
- Опыты сравнительного изучения картин (Vergleichende Gemäldestudien. G. Müller. München, 1908)
- Мемлинг: картины мастера в 197 иллюстрациях (Memling: des Meisters Gemälde in 197 Abbildungen. Deutsche Verlags-Anstalt. Stuttgart, 1909)
- История живописи в индивидуальных представлениях (Entwicklungsgeschichte der Malerei in Einzeldarstellungen. 3 Bände, Insel. Leipzig, 1912—1915)
- Классический рисовальщик во Франции XIX века (Frankreichs klassische Zeichner im XIX Jahrhundert. Holbein. München, 1914)
- Франс Халс: картины мастера в 318 иллюстрациях. В соавторстве с В. Р. Валентинером (mit Wilhelm Reinhold Valentiner: Frans Hals: des Meisters Gemälde in 318 Abbildungen. Deutsche Verlags-Anstalt. Stuttgart, 1921)